# 中華人民共和國第十屆全運會速度滑冰比賽
中華人民共和國第十屆全運會速度滑冰比賽於2005年3月26日至28日在黑龙江冰上基地速滑馆舉行。賽事共分男子全能、男子短距离全能、女子全能、女子短距离全能四個項目。

## 獎牌分佈情況

### 男子
| 項目           | 金牌             | 银牌           | 铜牌             |
| 男子全能       | 高雪峰（黑龙江） | 陈智（兵团）   | 马永斌（黑龙江） |
| 男子短距离全能 | 于凤桐（黑龙江） | 李雨（黑龙江） | 安伟江（四川）   |

### 女子
| 項目           | 金牌             | 银牌             | 铜牌             |
| 女子全能       | 王霏（解放軍）   | 吉佳（解放軍）   | 徐金金（黑龙江） |
| 女子短距离全能 | 王曼麗（黑龙江） | 王北星（黑龙江） | 任慧（黑龙江）   |

## 奖牌榜
| 名次 | 代表團 | 金牌 | 銀牌 | 銅牌 | 總數 |
| ---- | ------ | ---- | ---- | ---- | ---- |
| 1    | 黑龙江 | 3    | 2    | 3    | 8    |
| 2    | 解放軍 | 1    | 1    | 0    | 2    |
| 3    | 兵团   | 0    | 1    | 0    | 1    |
| 4    | 四川   | 0    | 0    | 1    | 1    |
| 總計 | 總計   | 4    | 4    | 4    | 12   |